# Palette (Benutzeroberfläche)

Schwebende Farb- (links) und Ebenen-Palette (rechts) in Paint.NET

Palette für Ebenen, Kanäle und Pfade in GIMP (hier „Dialog“ genannt)

Eine Palette, auch Toolfenster, Werkzeugfenster oder englisch Tool Window genannt, ist ein Element der grafischen Benutzeroberfläche. Sie ist ein meist an der Seite des Hauptfensters angeordnetes Fenster, in denen Einstellungen angezeigt oder geändert werden können.

## Verwendung
Eine Palette bleibt in der Regel ständig oder über eine gewisse Zeit geöffnet und hat daher gegenüber einem Dialog den Vorteil, dass die Einstellungen ständig sichtbar sind. Der Nachteil ist der Platzverbrauch; daher kann die Größe der Palette meistens eingestellt werden.
Paletten sind entweder schwebend, also „über“ den anderen GUI-Elementen angeordnet (siehe Bild), oder können im Gegensatz zu Dialogen seitlich am Rahmen des Hauptfensters angedockt werden.
Im Gegensatz zu einem Dialog sind Paletten nicht-modal. Sie erlauben also auch Eingaben in der Applikation außerhalb der Palette. Sie beinhalten häufig eine Symbolleiste und besitzen keine OK-, Abbrechen- oder Schließen-Schaltflächen. Änderungen der Einstellung werden sofort übernommen.

## Beispiele
Typische Beispiele sind die Eigenschaftenpalette (z. B. in Microsoft Office) oder die Navigation-Palette, beispielsweise in Microsoft Word für Textsuche sowie Anzeige und Bearbeitung der Dokumentstruktur.
In Bildbearbeitungsprogrammen gibt es beispielsweise die Farbpalette (z. B. in GIMP) oder die Ebenen-Palette (z. B. in Adobe Photoshop).